# Destrage
 (mars 2024).
Destrage est un groupe de metalcore progressif italien formé en 2002 et basé à Milan. Ils ont sorti six albums studio et sont signés chez 3DOT Recordings. après avoir quitté leur précédent label, Metal Blade Records.
Le 30 novembre 2023, le groupe a annoncé sa séparation en 2024 après quatre concerts d'adieu en octobre célébrant leur album de 2014 Are You Kidding Me ? No..

## Membres
- Paolo Colavolpe : chant
- Matteo Di Gioia : guitare
- Ralph Salati : guitare
- Federico Paulovitch : batterie
- Gabriel Pignata : basse

## Discographie
- 2007 : Urban Being
- 2010 : The King Is Fat'n'Old
- 2014 : Are You Kidding Me? No.
- 2016 : A Means to No End
- 2019 : The Chosen One
- 2022 : SO MUCH. too much